# حرب الفولاني
حرب الفولاني 1804-1808، والمعروفة أيضًا باسم جهاد الفولاني أو جهاد عثمان دان فودي، نزاع عسكري حدث فيما يعرف حاليًا بنيجيريا والكاميرون. تلقى الملك يونفا تعليمه على يد الباحث الإسلامي البارز والمعلم عثمان دان فودي وبدأت الحرب عدما نفاه الملك من غوبير.
جمع عثمان دان فودي جيشًا إسلاميًا لقيادة الجهاد ضد ممالك الهوسا في شمال نيجيريا. استولت قوات عثمان دان فودي رويدًا رويدًا على ممالك الهوسا، واستولت على غوبير في عام 1808 وأعدمت يونفا. أسفرت الحرب عن إنشاء خلافة صكتو، برئاسة عثمان دان فودي، والتي أصبحت واحدة من أكبر الولايات في إفريقيا في القرن التاسع عشر. وكان نجاحه مصدر إلهام للجهاديين في غرب أفريقيا.

## المعركة
سبق اجتماع القوات في معركة تسونتوا عدة مناوشات طفيفة. على الرغم من أن يونفا كان منتصرًا وخسر دان فودي عددًا من الرجال، لكن المعركة لم تقلل من قوته. انتقم من خلال الاستيلاء على قرية ماتانكاري، مما أدى إلى معركة تافكين كواتوا، والتي تعتبر معركة كبيرة بين قوات يونفا ودان فودي. على الرغم من أن قوات دان فودي كانت أقل من حيث العدد، لكنهم تمكنوا من منع يونفا من التقدم نحو جونو وبالتالي أقنع عددًا أكبر من الناس بالانضمام إلى قواته.
في عام 1805 استولت قوات الجهاديين بقيادة دان فودي على مملكة الهوسا في كيبي. في عام 1807 استولى الجهاديون على كاتسينا التي انتحر حاكمها ماجاجين هاليدو بعد الهزيمة. ثم استولوا على سلطنة كانو واضطر ملكها (محمد الوالي الثاني) إلى الفرار إلى زازاو، ثم إلى قرية بوروم-بروم وسرعان ما قُتل في المعركة. في عام 1808 هاجم الجهاديون غوبير وقتلوا يونفا في معركة الكلاوا، ودمروا أجزاء كبيرة من المدينة. علاوة على ذلك، سيطر عبد الله دان فودي أيضًا على إمارة كيبي في العام نفسه.
ومع الاستيلاء على غوبير، رأى الجهاديون أنهم جزء من صراع إقليمي أوسع. استمروا في المعارك ضد عدد من ممالك الهوسا، وتوسعت خلافة صكتو خلال العامين التاليين. أطاح آخر توسع كبير للجهاديين بسلالة السيفاوة عام 1846.

## تأسيس خلافة صكتو
حول محمد بلو، وهو ابن عثمان دان فودي، معسكر صكتو شبه الدائم إلى مدينة في عام 1809، خلال حرب الفولاني. حكم دان فودي من صكتو كزعيم ديني لدول الجهاد الفولاني من تلك المرحلة حتى عام 1815، عندما تقاعد من المهام الإدارية. عينت الخلافة أمراء مختلفين لحكم مختلف دول الإمبراطورية. كان هؤلاء الرجال غالبًا من قدامى المحاربين في حروب الفولاني.

## الإرث
ألهم نجاح الجهاد عددًا من الجهاديين في غرب أفريقيا، من بينهم مؤسس إمبراطورية ماسينا الشيخ أحمد، ومؤسس إمبراطورية تكرور عمر طعل، ومؤسس إمبراطورية واسولو ساموري توري، ومؤسس إمارة أداماوة موديبو أداما.
استمرت خلافة صكتو حتى الوقت الحاضر. تضاءلت السلطة السياسية للخلافة بسبب الغزو البريطاني لها عام 1903، ومن ثم استقلال نيجيريا في ظل حكومة دستورية في عام 1960. لكن المنصب ما يزال يتمتع بسلطة روحية كبيرة.